# 董山
董山（1419年—1467年），明朝建州女真人，建州左卫指挥使猛哥帖木儿之子。
1433年猛哥帖木儿和董山的哥哥阿古被杨木答兀和七姓女真杀死后，建州左卫由猛哥帖木儿的弟弟、董山的叔叔凡察掌握。董山被七姓女真俘虏，经过毛怜卫指挥哈儿秃的努力，才被赎回。1437年，向朝廷上奏父兄被害，明朝授予董山指揮使一职，在部属的支持下，董山和凡察从此开始争卫印。为避兀狄哈野人，正统五年（1440年），凡察、董山率残部逃往今新宾县烟筒山的佟佳江和苏子河一带，投靠了李满住。1441年，董山升任都督佥事。1442年，为了解决董山和凡察之争，明朝政府又增设建州右卫，升两人为都督同知，董山以旧印掌握建州左卫，凡察以新印掌握建州右卫。 他多次进京朝贡，呈报左卫之事。1458年，承袭父职晋升为右都督，次年，擢升为左都督。1464年，奏准在抚顺开设马市。
他还曾接受朝鲜授于的官职：清史稿记载：“时董山阴附朝鲜，朝鲜授以中枢密使。巡抚辽东都御史程信诇得其制书以闻，英宗使诘朝鲜及董山，皆习服，贡马谢。然后五夜至义州江，杀并江收禾民，掠男妇、牛马”。明朝对董山诘责，他于是联合毛怜卫、海西女真，纠合一万五千人，多次攻打辽东。
他曾杀掠边民多达10余万。明成化二年（1466年）十二月女真入犯，明朝总兵郑宏战败。明成化三年（1467年）正月，海西、建州女真复入鸦鹘关（今新宾苇子峪镇三道关）。明都指挥史邓佐在双岭中女真人的埋伏战死。三月复入连山关，掠开原、抚顺，窥铁岭、宁远、广宁。李滿住也被朝鮮擒斬。
董山等人来朝，明朝廷有求必应，但结果：“女直侵寇，依然不止。”而且董山“扬言归且复叛”（《清史稿·列传九》）。
明朝成化三年对建州女真进行打击，被称为“成化犁庭”，此次军事行动共擒斩女真人1700余口。明和朝鲜军（康純、魚有沼）历经一个月的围剿，共契寨四五百座，并释放女真人的包衣千余人。
董山则在到北京朝贡的归途中，在寓所里被明军设计杀害。

## 与清朝皇族的关系
《清实录》有关于充善（穆麟德轉寫：cungšan，大词典轉寫：Chungshan）的记载，可能和董山是同一个人。根据该记载，充善有三个儿子：妥罗、妥义谟、锡宝齐篇古。因此，充善是福满的祖父，觉昌安的曾祖父，塔克世的高祖父，清太祖努尔哈赤的五世祖。